# Batalion Milicji Poznańskiej
Batalion Milicji Poznańskiej – polski oddział piechoty wchodzący w skład wojsk powstańczych okresu insurekcji kościuszkowskiej.

## Formowanie i walki
Batalion został sformowany w sierpniu 1794 przez gen. mjr. Józefa Niemojewskiego. 23 sierpnia oddział liczył co najmniej 600 ludzi i podzielony był na cztery kompanie.

## Żołnierze batalionu
Organizatorem  batalionu był gen. mjr ziemski województwa poznańskiego Józef Niemojewski. W batalionie służyli między innymi oficerowie: Jan Taroni, Franciszek Koczorowski i Sojkowski.